# Squadra Speciale Cobra 11 - Sezione 2
Squadra Speciale Cobra 11 - Sezione 2 (titolo originale Alarm für Cobra 11 - Einsatz für Team 2 - in italiano Allarme per Cobra 11 - Utilizzare per la squadra 2) è una serie televisiva d'azione tedesca, spin-off di Squadra Speciale Cobra 11, andata in onda per due stagioni su RTL

## Trama
La serie ha come protagonisti due commissari: Hendrik Duryn che interpreta Frank Traber e Julia Stinshoff che interpreta Susanne von Landitz. All'interno del cast ci sono sempre Charlotte Schwab che interpreta il commissario capo Anna Engelhardt, Carina Wiese che interpreta la segretaria Andrea Schäfer, Dietmar Huhn che interpreta l'agente Horst Herzberger, Gottfried Vollmer che interpreta l'agente Dieter Bonrath e, solo nella seconda stagione, anche Niels Kurvin che interpreta il tecnico della scientifica Hartmut Freund.

## Episodi
| Stagione         | Episodi | Prima TV originale | Prima TV Italia |
| ---------------- | ------- | ------------------ | --------------- |
| Prima stagione   | 5       | 2003               | 2005            |
| Seconda stagione | 6       | 2005               | 2006            |

### Durata del primo episodio
Il primo episodio ha una durata di 90 minuti e sono presenti anche René Steinke (Tom Kranich) e Erdoğan Atalay (Semir Gerkhan). In alcuni paesi, e in alcune repliche in lingua tedesca, il primo episodio è stato diviso in 2 parti, ognuno dalla durata di 42 minuti, come regolari episodi, portando la prima stagione a una durata di 6 episodi, così come per la seconda stagione.